# 帖佐駅
帖佐駅（ちょうさえき）は、鹿児島県姶良市東餅田にある、九州旅客鉄道（JR九州）日豊本線の駅である。事務管コードは▲940522。
特急「きりしま」のうち、一部の列車が停車する。

## 概要
旧・帖佐村時代の1926年に開業した。姶良市の中心部に位置し、旧姶良町地域の中心駅である。なお、特急「きりしま」は、同市の加治木駅に9・12号を除く全列車が停車するのに対し、当駅には一部の列車（2021年3月13日改正時点では上りが4・16・18・82号、下りが81・1・3号）のみが停車する。

## 歴史
帖佐駅を含む区間が開通したのは1901年（明治34年）のことであったが、当初はこの位置に駅は設置されず、重富駅の次は加治木駅であった。蒸気機関車が牽引する当時の列車では加減速が鈍いため、駅間距離が短いと十分な速度を出すことができず、所要時間短縮の妨げとされたことが一因である。重富 - 加治木間の駅間距離は7.1kmで、国鉄の蒸気機関車時代における平均的な駅設置間隔とされた5kmから7km程度にほぼ沿っている。しかし、これでは不便であるということで当時の帖佐村、山田村（後に重富村を含めて合併し現在の姶良市の旧姶良町地域）、蒲生村（現在の同市旧蒲生町）が共同で停車場設置の請願書を門司鉄道局に提出してようやく着工の運びとなり、1926年2月に完成し4月1日から営業を開始した。開業当日の乗客は522人、運賃収入は122円8銭と記録されている。
また、1980年には委託駅化騒動が起こった。これは国鉄職員10人が配置されていた駅を委託駅にする方針に対して町民が猛反発したことによるもので、バス3台で鹿児島鉄道管理局に押しかける騒動となった。結局国鉄側の譲歩により4人の職員が残されたが、姶良町当局が国鉄の利用拡大に協力するという一筆を入れ、その後しばらく町職員の出張は国鉄利用に限定されたという一幕がある。

### 年表
- 1926年（大正15年）4月1日：鉄道省が開設[1]。
- 1950年（昭和25年）：150万円をかけて駅舎改築[3]。
- 1962年（昭和37年）9月20日：貨物取扱廃止[1]。
- 1985年（昭和60年）3月14日：荷物扱い廃止[1]。
- 1987年（昭和62年）4月1日：国鉄分割民営化により九州旅客鉄道が継承[1]。
- 1993年（平成5年）
  - 3月：駅の下を通り駅南側の地域への地下道が開通。
  - 8月6日：平成5年8月豪雨により当駅を含む西都城駅 - 鹿児島駅間が運転見合わせとなる[5]。
  - 9月19日：国分駅 - 鹿児島駅間で運転を再開する[5]。
- 2012年（平成24年）12月1日：ICカードSUGOCAの利用を開始[6]。
- 2023年（令和5年）10月1日：JR九州サービスサポートによる業務委託駅から[7]九州旅客鉄道本体による直営駅へと変更される[8]。

## 駅構造
単式ホーム1面1線と島式ホーム1面2線の合計2面3線のホームを有する地上駅。2本のホーム間は跨線橋で連絡している。
JR九州本体職員が駅業務を行う直営駅（要員は隼人駅等から派遣）であり、きっぷうりばが設置されている。IC乗車カード「SUGOCA」の利用が可能で（相互利用可能ICカードはSUGOCAの項を参照）、簡易SUGOCA改札機が設置されている。SUGOCAは「無記名式」のみを券売機で販売しており、窓口では販売していない。また、定期券など「記名式」のSUGOCAは購入できない。
タッチパネル式のICカード対応自動券売機が設置されており、SUGOCAポイントのチャージやICカードでの特急券の購入などが行える。
また、改札内にもICカードチャージ機が設置されていたが、2021年に廃止された。改札内チャージ機の廃止は日豊本線内の複数の駅で実施されている。

### のりば
| のりば | 路線      | 方向 | 行先                         | 備考 |
| ------ | --------- | ---- | ---------------------------- | ---- |
| 1      | ■日豊本線 | 上り | 隼人・都城・南宮崎・宮崎方面 |      |
| 2      | ■日豊本線 | 下り | 鹿児島・鹿児島中央方面       |      |

- 上り本線は1番のりば、下り本線は2番のりば。3番のりばは撤去しエレベーターを設置予定。

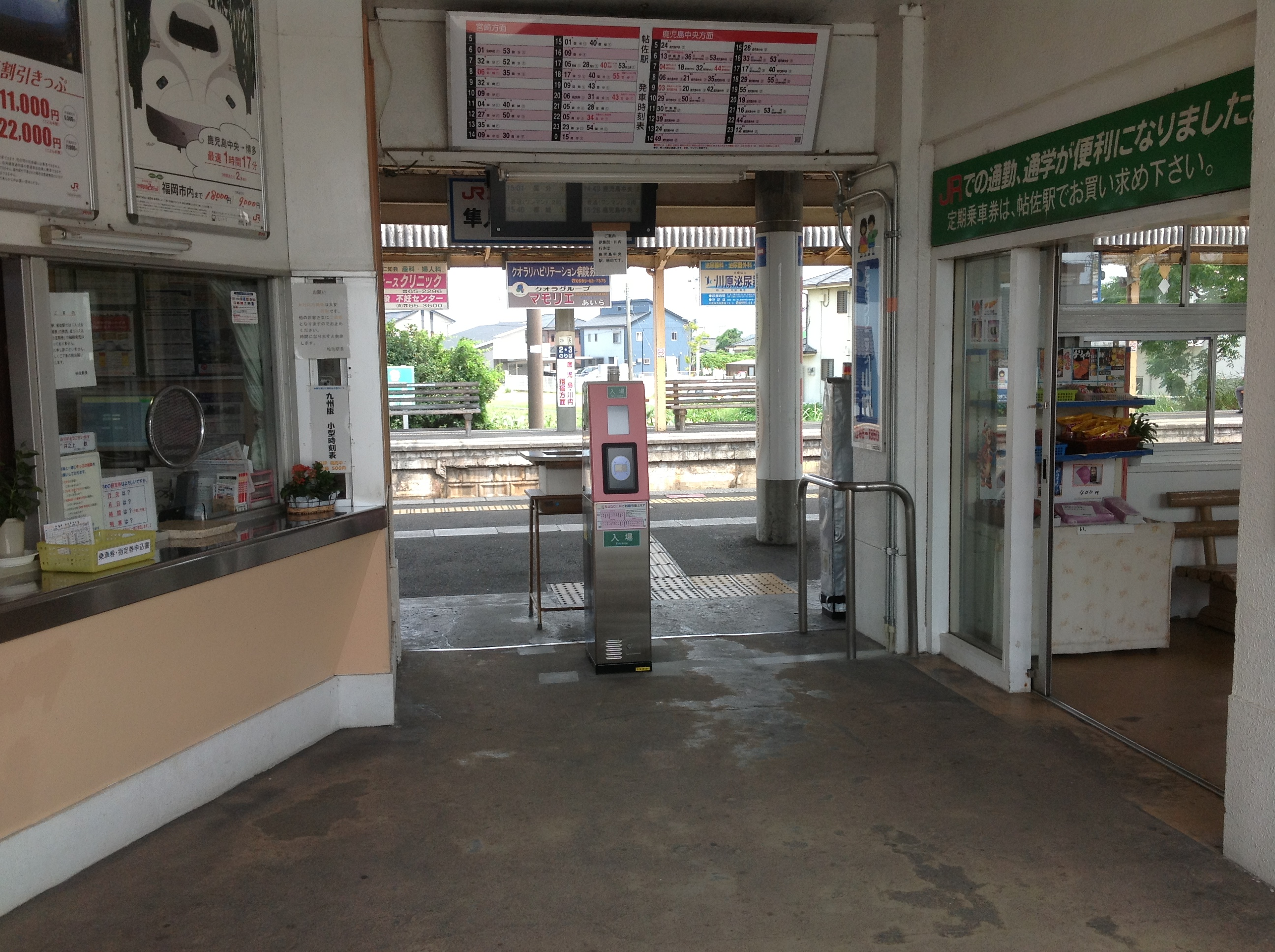
駅舎内
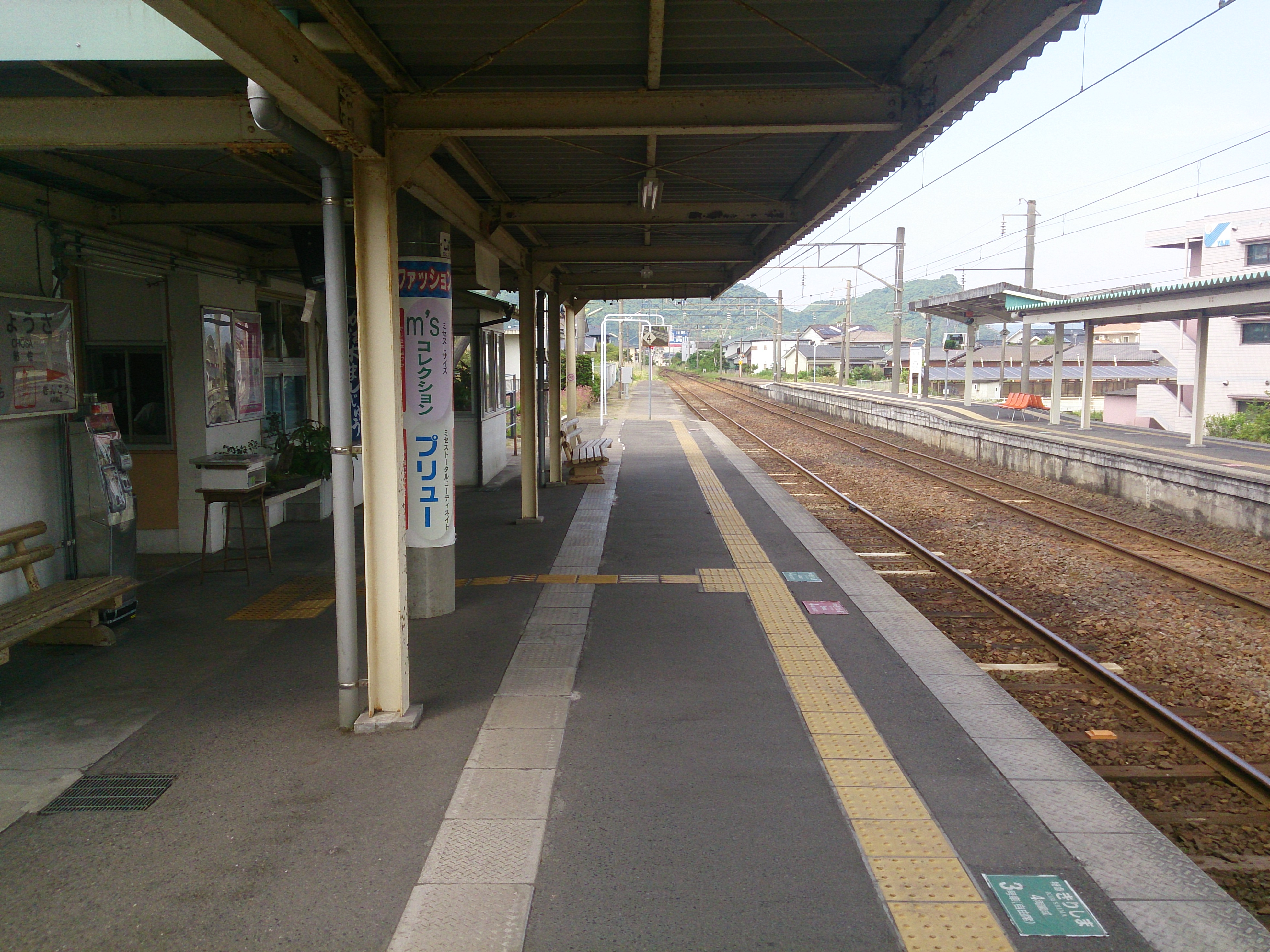
ホーム（1番のりば）

## 利用状況
- 2023年度の1日平均乗車人員は1,507人である[11]。

| 年度 | 1日平均 乗車人員 | 1日平均 乗降人員 |
| ---- | ---------------- | ---------------- |
| 2004 |                  | 2,698            |
| 2005 |                  | 2,770            |
| 2006 |                  | 2,715            |
| 2007 | 1,365            | 2,720            |
| 2008 | 1,309            | 2,617            |
| 2009 | 1,266            | 2,524            |
| 2010 | 1,257            | 2,509            |
| 2011 | 1,293            | 2,578            |
| 2012 | 1,372            | 2,736            |
| 2013 | 1,409            | 2,809            |
| 2014 | 1,385            | 2,754            |
| 2015 | 1,436            | 2,864            |
| 2016 | 1,491            | 2,968            |
| 2017 | 1,568            | 3,136            |
| 2018 | 1,604            |                  |
| 2019 | 1,622            |                  |
| 2020 | 1,375            |                  |
| 2021 | 1,369            |                  |
| 2022 | 1,417            |                  |
| 2021 | 1,507            |                  |

## 駅周辺
姶良市の中心にあり、姶良市役所の最寄駅である。また、他にも郵便局や銀行、スーパーマーケットなど主要な施設はひと通り揃っている。駅前には蒸気機関車の動輪が設置されている。
- 姶良市役所（姶良庁舎）
- 姶良市立図書館
- 帖佐駅前郵便局
- 姶良市立建昌小学校
- 姶良警察署
- 鹿児島県総合運転免許試験場
- グラード姶良
- イオンタウン姶良
- ヤマダデンキテックランド姶良店
- 帖佐バスストップ（高速バス停留所、九州自動車道上）

## バス路線
- 南国交通
  - 東原、重富、磯仙巌園(国道10号線) 方面
    - 姶良ニュータウン車庫前
    - 鹿児島中央駅

  - イオンタウン姶良、山田口 方面
    - イオンタウン姶良前
    - 蒲生・楠田
    - 漆上
    - 木場
    - 鹿児島中央駅(蒲生・教育センター経由)

  - 加治木駅、陵南小、下有川 方面
    - 加治木支所（姶良市3庁舎巡回バス）
    - 鹿児島空港
    - 溝部下十文字

  - 姶良小循環（帖佐駅 - イオン - 姶良市役所 - 青木水流 - 重富駅 - 森山 - 楠元 - 姶良市役所 - イオン - 帖佐駅）
  - 姶良大循環（帖佐駅・重富駅・吉田麓・蒲生・楠田）

- 姶良市ふるさとバス（あいら交通）
  - 春花、木津志方面

帖佐駅から徒歩5分(帖佐駅前交差点右折)にある帖佐(旧道)バス停からは、鹿児島中央駅方面、隼人・国分方面も多数運行(鹿児島交通)。
かつてJR九州バス（加治木線：加治木駅・帖佐駅 - 蒲生町 - 入来町）が運行されていた。

## 隣の駅
錦江駅が1986年に開業するまで、東隣の駅は加治木駅であり、姶良駅が1988年に開業するまでの西隣の駅は重富駅であった。
九州旅客鉄道（JR九州）
■日豊本線
- 特急「きりしま」一部停車駅

錦江駅 - 帖佐駅 - 姶良駅